# Oncopus aurata
Oncopus aurata là một loài bướm đêm trong họ Geometridae.